# Torneo de Múnich 2013
El Torneo de Múnich 2013 o BMW Open es un evento de tenis perteneciente a la ATP en la categoría ATP World Tour 250. Se disputa desde el 30 de abril hasta el 6 de mayo de 2013, sobre tierra batida.

## Cabezas de serie

### Individuales masculinos
| Tenista               | Ranking | Preclasificado |
| Janko Tipsarević      | 10      | 1              |
| Marin Čilić           | 11      | 2              |
| Tommy Haas            | 14      | 3              |
| Philipp Kohlschreiber | 21      | 4              |
| Aleksandr Dolgopolov  | 23      | 5              |
| Florian Mayer         | 29      | 6              |
| Mijaíl Yuzhny         | 30      | 7              |
| Jürgen Melzer         | 34      | 8              |

### Dobles masculinos
| Tenista                          | Ranking | Preclasificado |
| Alexander Peya Bruno Soares      | 38      | 1              |
| Jürgen Melzer Leander Paes       | 43      | 2              |
| Julian Knowle Filip Polášek      | 57      | 3              |
| František Čermák Michal Mertiňák | 86      | 4              |

## Campeones

### Individuales
Tommy Haas venció a  Philipp Kohlschreiber por 6-3, 7-6(7-3)

### Dobles masculinos
Jarkko Nieminen /  Dmitry Tursunov vencieron a  Marcos Baghdatis /  Eric Butorac por 6-1, 6-4